# Луцилий
Гай Луци́лий (лат. Gaius Lucilius (Hirrus); родился, предположительно, около 180 года до н. э., Сесса-Аурунка, Римская республика — умер в 103 или 102 году до н. э., Неаполь, там же) — латинский поэт, создатель римской сатиры. Из его произведений сохранилось чуть более 1 300 строк. Двоюродный дед Помпея Великого.

## Биография
Уроженец города Суэсса (ныне Сесса-Аурунка) в Кампании, Луцилий был выходцем из богатой семьи, владевшей землями на юге Италии вплоть до Сицилии. Вначале Луцилий предпочел управлять своими владениями и остаться в стороне от политической карьеры. Как гражданин он проявил себя лишь участием в войне против Нуманции в 133 году до н. э. По словам Веллея Патеркула, Луцилий воевал там под командованием Сципиона Эмилиана. Затем поэт переехал в Рим и провел там бо́льшую часть своей жизни. Судя по сообщению Горация, поэт принадлежал к всадническому сословию.
В Риме он примкнул к кружку Сципиона Эмилиана Африканского Младшего, вместе с Лелием, Семпронием Тудитаном, Панэтием и др. Из Горация мы узнаем, что Луцилий был в дружеских отношениях с Сципионом и Лелием, и восхвалял их в своих сатирах. Отрывки из его книг явно свидетельствуют о том, что они были написаны при жизни Сципиона. В некоторых из них он предстает перед нами как непосредственный участник диалогов. «Percrepa pugnam Popilli, facta Corneli cane» («Возвести о битве Попиллия и пой о подвигах Корнелия»), где говорится о поражении Марка Попиллия Лената в 138 году до н. э., противоречит последующим успехам Сципиона, и свидетельствует о том, что запись была сделана в то время, как новость о захвате Нуманции была ещё свежа.
Иероним Стридонский утверждает, что Луцилий жил со 148 по 103 (102) годы до н. э. Однако, весьма маловероятно, чтобы Луцилий служил в армии в возрасте четырнадцати лет, и ещё более маловероятно, чтобы в таком возрасте он был близким другом Сципиона и Лелия. Кроме того, трудно представить, чтобы в столь юном возрасте (15 лет) — то есть между 133 и 129 годами до н. э. (годом смерти Сципиона) — он мог стать основателем нового жанра, который требует зрелости суждений и опыта. Слова Горация, которыми он описывает яркую жизнь, характер и мысли Луцилия едва ли могут относиться к человеку, который умер в возрасте сорока шести лет. Таким образом, в настоящее время истинным годом рождения Луцилия считается 180 год до н. э.
Луцилий был первым поэтом достаточно благородного происхождения, в отличие от Энния, Плавта, Теренция или Акция и, очевидно, римским гражданином. Он обладал глубокими познаниями о политической и социальной жизни своего времени, пользовался авторитетом в философских кругах. О популярности, которой пользовался Луцилий при жизни, говорит тот факт, что он был удостоен пышных публичных похорон, несмотря на то, что не занимал государственных должностей и не принадлежал к сенатской аристократии.

## Сатиры
Считается, что Луцилий начал свою поэтическую карьеру, пародируя язык эпической и трагической поэзии. Он высмеивает слишком частое употребление греческих слов наряду с простонародным языком: по Луцилию нужно говорить на хорошем столичном (urbane) латинском языке. Луцилий не только создал новый жанр литературы, который, в отличие от уже существовавших, затрагивал повседневную жизнь, политику, войны, денежные расходы, правосудие, еду и выпивку, скандалы и пороки — словом всё, что касалось общественной и частной жизни Рима последней четверти второго века до н. э. Писал он в откровенной и независимой манере с искренним желанием разоблачить беззаконие и некомпетентность правителей, пороки среднего класса.
Неизвестно, подвергались ли сатиры Луцилия редакции при публикации. В любом случае, после его смерти осталось собрание из 30 книг, в которых содержится 1378 стихов. В книгах 26 — 30 содержатся самые ранние тексты, написанные в период с 131 по 126 года. Как и у Энния и Невия в них сочетаются разные размеры (трохаический септенарий, ямбический сенарий и др.) в соответствии со значением слова satura («смесь»). Книги с 22 по 25, написаны элегическим дистихом, но до наших дней они почти не сохранились.
Книги с 1 по 21 — более поздние по времени; для их написания поэт выбирает гекзаметр, который после этого и становится окончательно размером сатуры. и в критической манере описывают различные сюжеты. Задавая четкие рамки насмешке, которая ранее появлялась лишь в комедии, Луцилий создает единственный исконно римский жанр — римскую сатиру..
Иногда сатиры принимают форму диалога. Луцилий часто пишет от первого лица и повествует о своих путешествиях, приключениях и забавных сценах, которые он наблюдал либо сам становился их участником. Некоторые фрагменты явно показывают, что Гораций подражал Луцилию не только в способе выражения, но и в форме изложения, а также в темах затрагиваемых сюжетов и типах характеров и пороков, которые становились объектом насмешек.
Луцилий — убежденный холостяк. Он полагает, что жена — «приятное зло» (dulce malum).
Позднее, кроме Горация, в жанре сатиры (сатуры) работали Персий и Ювенал.

## Содержание сатир
Первая книга высмеивает заседания римского сената, вторая — комментирует судебный процесс над двумя ненавистными Луцилию людьми, третья рассказывает о путешествии Луцилия на Сицилию, в девятой речь идет об орфографии.